# Ленинка (Кемеровская область)
Ле́нинка — посёлок в Крапивинском районе Кемеровской области. Входит в состав Мельковского сельского поселения.

## География
Центральная часть населённого пункта расположена на высоте 219 м над уровнем моря.

## Население
| 2010 |
| ---- |
| 24   |

### Половой состав
По данным Всероссийской переписи населения 2010 года, в посёлке Ленинка проживало 24 человека (11 мужчин, 13 женщин).